# Juan Matta-Ballesteros
Juan Matta-Ballesteros (Tegucigalpa, 22 gennaio 1945) è un criminale honduregno.
All'apice del commercio di cocaina sin dagli anni Settanta, venne arrestato nel 1988 ed estradato negli Stati Uniti d'America, dove sta scontando una condanna a vita per aver partecipato, nel 1985, al sequestro dell'agente della Drug Enforcement Administration Enrique "Kiki" Camarena.

## Biografia
Secondo un sito gestito dalla famiglia, Matta-Ballesteros nacque nel 1945 nella capitale dell'Honduras. Da adolescente riuscì ad entrare illegalmente negli Stati Uniti, lavorando in Texas e a New York. Espulso cinque volte, riuscì sempre a rientrare utilizzando false identità.

### Carriera nel narcotraffico
Inizialmente dedito al contrabbando di oro, gemme e gioielli, Matta-Ballesteros iniziò a dedicarsi al traffico di stupefacenti già dai primissimi anni Settanta. Nel 1970 venne fermato dalle autorità americane all'aeroporto di Washington-Dulles, Washington, mentre trasportava oltre venti chili di cocaina. Pur riuscendo a far cadere le accuse di narcotraffico, fu comunque condannato per essere entrato negli States utilizzando un passaporto falso. Imprigionato in un carcere della Florida, riuscì ad evadere poco dopo. Nel 1974 venne nuovamente arrestato, questa volta dalle autorità messicane, per aver venduto dieci chili di cocaina, venendo rilasciato un anno dopo.
Matta-Ballesteros scalò i vertici del narcotraffico dell'America Latina, divenendo presto un uomo cardine del traffico di eroina e cocaina. Egli fece da tramite tra il rifugiato cubano Alberto Sicilia Falcón, stanziato a Tijuana, e dei fornitori di cocaina nelle Ande. Fu anche il collegamento tra l'organizzazione di Falcón e il boss Santiago Ocampo Zuluaga, di Cali. Un altro importante socio dell'honduregno era il criminale peruviano Alfonso Rivera, un narco che riforniva il mercato con la cocaina prodotta da un'importante organizzazione criminale peruviana, la famiglia Paredes.  Dopo la caduta di Sicilia Falcón iniziò a lavorare a stretto contatto con i trafficanti messicani del Cartello di Guadalajara, collaborando con Miguel Ángel Félix Gallardo e i suoi più stretti soci Ernesto Fonseca Carrillo e Rafael Caro Quintero. Fu proprio Matta-Ballesteros che mediò, nel 1984, la formazione dell'alleanza tra i messicani di Guadalajara e i colombiani del cartello di Medellín, presentando a Félix Gallardo uno dei leader del gruppo criminale colombiano, José Gonzalo Rodríguez Gacha, conosciuto come "El Mexicano". Lo stesso anno Matta-Ballesteros parrebbe aver organizzato, in Spagna, un incontro tra Jorge Luis Ochoa, di Medellin, e Gilberto Rodríguez Orejuela, capo del cartello di Cali. I rapporti tra i padrini di Cali e l'Honduras risalivano già agli anni Settanta, al momento dell'entrata dei fratelli Rodríguez Orejuela nel traffico di cocaina. Stando alle stesse confessioni di Gilberto, una delle primissime rotte del cartello di Cali prevedeva il trasporto via aereo di cocaina verso San Pedro Sula, nell'Honduras nord-occidentale. In Europa allacciò rapporti con il capo assoluto del narcotraffico spagnolo, José Ramón Prado Bugallo.
Per garantirsi l'immunità in patria, Matta creò un imponente apparato corruttivo. Nel 1978 il generale Policarpo Paz García prese il potere con un golpe finanziato in parte dal narcotrafficante. In quegli anni si legò anche al capo dell'intelligence militare, colonnello Leonides Torres Arias, anch'egli presumibilmente legato al traffico di cocaina.
Stando alle autorità americane, negli anni Ottanta le attività legate al narcotraffico fruttavano a Matta-Ballesteros più di cinque milioni di dollari alla settimana. All'apice del suo potere si stima che la sua fortuna ammontasse a due miliardi di dollari. Al momento del suo arresto la Drug Enforcement Administration lo considerava tra i dieci più importanti narcotrafficanti del mondo.

### Sequestro ed uccisione di Kiki Camarena
Nel 1984 l'esercito messicano distrusse un enorme ranch in cui il cartello di Guadalajara coltivava marijuana, infliggendo all'organizzazione criminale un danno da circa otto miliardi di dollari. Dietro all'operazione c'era un agente della DEA infiltratosi nell'organizzazione di Félix Gallardo, Enrique "Kiki" Camarena. L'agente venne rapito il 7 febbraio 1985 da uomini di Guadalajara. Il corpo di Camarena, martoriato dalle torture, venne ritrovato il 5 marzo. Matta-Ballesteros venne indicato dalle autorità americane come uno dei mandanti del rapimento. Nel 1985 il narco honduregno venne individuato a Cartagena, Colombia. Qui, su richiesta delle autorità americane, Matta-Ballesteros venne arrestato ed imprigionato in un carcere di Bogotà, riuscendo però ad evadere il 16 marzo 1986 rifugiandosi in Guatemala e, da qui, in Honduras.

### Arresto, estradizione e condanna
In Honduras la giustizia si dimostrò incapace di colpire Matta-Bellesteros che, secondo la legge honduregna, non poteva nemmeno essere estradato negli Stati Uniti. Infine venne arrestato nell'aprile del 1988 e condotto nella Repubblica Dominicana, dove venne estradato verso Porto Rico. L'arresto suscitò, in Honduras, un'ondata di proteste, anche violente. Per il suo ruolo di narcotrafficante ed organizzatore del sequestro di Camarena, Matta-Ballesteros fu condannato al carcere a vita, sentenza che sta tuttora scontando in un carcere della Pennsylvania.